# Ducur
Ducur ist eine Ortschaft und eine Parroquia rural („ländliches Kirchspiel“) im Kanton Cañar der ecuadorianischen Provinz Cañar. Die Parroquia besitzt eine Fläche von 87,12 km². Die Einwohnerzahl lag im Jahr 2010 bei 4153.

## Lage
Die Parroquia Ducur liegt an der Westflanke der Anden. Das Areal hat eine annähernd rechteckförmige Gestalt und misst in Ost-West-Richtung knapp 17 km sowie in Nord-Süd-Richtung knapp 5 km. Der Río Cañar fließt entlang der südlichen Verwaltungsgrenze nach Westen. Im Norden wird das Areal vom Oberlauf des Río Bulubulu, Hauptquellfluss des Río Taura, begrenzt. Der etwa 2100 m hoch gelegene Hauptort Ducur befindet sich 22,5 km westnordwestlich des Kantonshauptortes Cañar. Die Fernstraße E40 (La Troncal–Cañar) durchquert das Verwaltungsgebiet und passiert dabei dessen Hauptort.
Die Parroquia Ducur grenzt im Norden an die Parroquia Chontamarca, im Osten an den Kanton Suscal, im Süden an die Parroquias Gualleturo und San Antonio sowie im Westen an die Parroquia La Troncal (Kanton La Troncal).

## Geschichte
Während des Baus der Fernstraße Durán–El Tambo in den 1940er Jahren war Ducur noch ein Recinto der Parroquia Chontamarca. Am 16. April 1996 wurde schließlich die Parroquia Ducur gegründet.